# GunZ: The Duel
GunZ: The Duel (tiếng Hàn Quốc: 건즈 온라인), hay còn được gọi đơn giản là GunZ, là một trò chơi trực tuyến bắn súng góc nhìn người thứ ba, được phát triển bởi công ty Hàn Quốc MAIET Entertainment, trò chơi được phát hành chính thức ở Hàn Quốc vào năm 2004 và dần được biết tới như trò chơi bắn súng trực tuyến có nhịp độ trận đấu nhanh nhất.